# 新潟県道398号島見濁川線
新潟県道398号島見濁川線（にいがたけんどう398ごう しまみにごりかわせん）は、新潟県新潟市（北区）内を通る一般県道である。

## 概要

### 路線データ
- 起点：新潟県新潟市北区島見町字本居（新潟県道158号島見豊栄線・新潟県道204号島見新発田線交点）
- 終点：新潟県新潟市北区濁川字浦通（新潟県道27号新潟安田線交点）

## 地理

### 通過する自治体
- 新潟県新潟市（北区）

### 接続する道路
- 新潟県道158号島見豊栄線・新潟県道204号島見新発田線（起点：新潟市北区島見町字本居）
- 新潟県道17号新潟村松三川線（松浜町交差点）
- 国道113号（バイパス）（新潟市北区名目所1丁目で立体交差、名目所一丁目交差点と新潟市道を介して接続）
- 新潟県道27号新潟安田線（終点：濁川交差点、「国道7号新新バイパス濁川IC」北）

### 周辺
- 国道7号新新バイパス 濁川IC・阿賀野川大橋
- 国道113号バイパス ござれや阿賀橋
- 医療法人青松会 松浜病院
- 新潟市消防局 北消防署 松浜出張所
- 新潟医療福祉大学
- 敬和学園高等学校
- 新潟市立松浜中学校
- 新潟市立南浜小学校
- 新潟市立太夫浜小学校
- 新潟市立松浜小学校
- 新潟信用金庫 松浜支店
- はばたき信用組合 松浜支店
- 松浜郵便局
- 南浜簡易郵便局
- 三菱ガス化学 新潟工場・新潟研究所
- セイムス 松浜店
- ウオロク 松浜店
- コメリハードアンドグリーン 松浜店
- キューピット 松浜店
- 阿賀野川
- 新潟県立島見緑地
- 島見浜海水浴場
- 濁川公園
- 濁川運動広場
- 阿賀野川ふれあい公園
- 農林水産省 北陸農政局 新潟農政事務所 阿賀野川右岸農業水利事業所 新井郷川排水機場